# Antistasea fimbriata
Antistasea fimbriata là một loài ruồi trong họ Tachinidae.